# Buksbom-ordenen
Buksbom-ordenen (Buxales) har kun to familier.
| Familier |

- Buksbom-familien (Buxaceae)
- Didymelaceae

Bemærk, at familien Didymelaceae er optaget i Buksbom-familien iflg. APG III-systemet.